# زندگی شهری (بازی ویدئویی)
زندگی شهری (به انگلیسی: City Life) یک بازی شهرسازی است که توسط مونته کریستو ساخته شده و در مه سال ۲۰۰۶ منتشر شد. در ۷ اوت ۲۰۰۹ این بازی برای نینتندو دی‌اس نیز منتشر شد.
زندگی شهری به علت نداشتن جزئیات زیادی همچو آب و هوا و فاجعه‌هایی مانند زمین‌لرزه نقد شده‌است.

## خلاصه بازی
بازی City Life در امتداد سنت دیرینه بازی‌های ساخت و مدیریت شهر قرار دارد که ریشه در آثار پیشگامانه‌ای مانند Utopia ساخته دن داگلو و مجموعه محبوب SimCity اثر ویل رایت دارد. این بازی به کاربران امکان می‌دهد تا با آزادی کامل به طراحی و مدیریت شهر دلخواه خود بپردازند.
ویژگی‌های اصلی بازی شامل موارد زیر است:
سیستم ساخت و ساز پیشرفته:
- امکان طراحی شبکه راه‌ها و سیستم حمل و نقل
- ساخت انواع ساختمان‌های مسکونی، تجاری و صنعتی
- مدیریت دقیق امور مالی و بودجه شهری
- وضع و اجرای قوانین شهری مختلف
محیط سه بعدی:
بازی از موتور گرافیکی سه بعدی استفاده می‌کند که نمایش پویا و همه جانبه‌ای از شهر ارائه می‌دهد و به بازیکن اجازه می‌دهد از زوایای مختلف شهر خود را مشاهده و کنترل کند.
سیستم اجتماعی پیچیده:
یکی از ویژگی‌های منحصر به فرد بازی، نیاز به مدیریت و رضایت شش گروه اجتماعی-اقتصادی متمایز است که هر کدام ویژگی‌های خاص خود را دارند:
۱. قشر مرفه و نخبه (Elites)
۲. کارمندان و مدیران (Suits)
۳. روشنفکران و هنرمندان (Radical Chics)
۴. گروه‌های حاشیه‌نشین (Fringe)
۵. کارگران و طبقه کارگر (Blue Collars)
۶. قشر کم‌درآمد و محروم (Have-Nots)
هر یک از این گروه‌ها نیازها و انتظارات خاصی از مدیریت شهر دارند و بازیکن باید با برنامه‌ریزی دقیق بین خواسته‌های گاه متضاد آنها تعادل ایجاد کند. عدم توجه به این مسائل می‌تواند منجر به نارضایتی اجتماعی و مشکلات مدیریتی شود.
در مقایسه با دیگر بازی‌های این ژانر، City Life تمرکز بیشتری بر جنبه‌های اجتماعی و روابط بین گروه‌های مختلف شهری دارد و آن را از نمونه‌های مشابه متمایز می‌کند. این بازی چالش‌های منحصر به فردی در زمینه مدیریت شهری و ایجاد تعادل اجتماعی ارائه می‌دهد.
این بازی ساکنان شهر را در شش طبقه اجتماعی-اقتصادی دسته‌بندی می‌کند که به صورت دایره‌ای نمایش داده می‌شوند. این طبقات به ترتیب ساعتگرد از بالا عبارتند از:
۱. الیت‌ها (ثروتمندان)
۲. سویت‌ها (کارمندان اداری)
۳. بلوکالرها (کارگران)
۴. هِیْو-نات‌ها (کم‌درآمدها)
۵. فرینج‌ها (حاشیه‌نشینان)
۶. رادیکال چیک‌ها (روشنفکران)
هر طبقه تنها با دو طبقه مجاور خود سازگار است و با سه طبقه مقابل خود در دایره ناسازگاری دارد. درآمد تولیدی مشاغل هر طبقه با ارتفاع آن در دایره نشان داده می‌شود که کمترین درآمد مربوط به هیو-نات‌ها و بیشترین درآمد مربوط به الیت‌ها است.
نیمه چپ دایره نماینده تمایل به آموزش و نیمه راست نماینده تمایل به امنیت (مانند پوشش پلیس و آتش‌نشانی) است. طبقات بالاتر طبیعتاً خواسته‌های بیشتری دارند.
در ابتدای تأسیس شهر، تنها فرینج‌ها، هیو-نات‌ها و بلوکالرها در شهر ساکن می‌شوند. جذب سویت‌ها مستلزم فراهم کردن شرایط مناسب برای بلوکالرها، جذب رادیکال چیک‌ها نیازمند شرایط خوب برای فرینج‌ها، و جذب الیت‌ها منوط به تأمین شرایط مطلوب برای هر دو گروه سویت‌ها و رادیکال چیک‌ها است.
به دلیل تضادهای طبقاتی، اگر طبقات ناسازگار در مجاورت هم زندگی کنند، به شورش و اعتراض دست می‌زنند. بنابراین بخش عمده بازی به چیدمان هوشمندانه شهر برای جلوگیری از این اتفاق اختصاص دارد.
هر کسب‌وکار ترکیب خاصی از طبقات را استخدام می‌کند. ساختمان‌های اولیه ممکن است فقط یک طبقه (مثلاً شش فرینج) را استخدام کنند، اما ساختمان‌های پیشرفته‌تر برای رسیدن به حداکثر پتانسیل خود نیاز به ترکیبی از چند طبقه دارند. بنابراین یک شهر موفق باید جمعیت مناسبی از هر شش طبقه را مدیریت کند.

## بازتاب‌ها
زندگی شهری نقدهای متوسطی دریافت کرده‌است و نمره متاکریتیک آن ۷۵ بود.